# アマスィヤ
アマスィヤ、アマスヤ(トルコ語: Amasya、ギリシア語: Ἀμάσεια)は、トルコ北部のアマスィヤ県の県都であり、古代はアマセイア(ラテン語: Amaseia、古代ギリシア語: Αμάσεια)と呼ばれた。面積は1,730 km²、人口は133,000人で、このうちアマスィヤ市街には74,000人が住み、残りは郊外の集落に居住している。町の海抜は411m。
アマスィヤは黒海沿岸の山脈の中にあり、イェシル川沿いの狭い谷にある。位置的には黒海に近いにもかかわらず、この地域は海抜が高く、内陸性気候である。このために、アマスィヤがリンゴの栽培に適していることは有名である。
古代のアマセイアは、川沿いの崖上にある要塞の町であった。アマスィヤは長い歴史の間、この地方の中心都市であり、王や妃、画家、科学者、詩人、思想家などを多く輩出し、ポントス王家や、地理学者のストラボン、オスマン帝国皇室に至るまでアマスィヤ出身である。また、ケマル・アタテュルクが人生で最も重要な時期に滞在したことでも知られている。オスマン時代の木造建築の町並みと、崖に掘られたポントス王の墓は、現在も観光客に人気がある。

## 地名の由来
ストラボンによると、町の名称はこの地域に居住しているとされた、アマゾーン族の女王アマシスに由来する。やがて歴史を経るごとに変化して、アマセイア(Αμάσεια/Amaseia)からアマッシア(Amassia)、アマシア(Amasia)となり、トルコ人の襲来によりアマスィヤ(Amasya)となった。

## 地理
アマスィヤは、黒海とアナトリア高原の中間にある、テルサカン川やチェケレク川、イェシル川が流れる肥沃な平原上に位置し、町は小川が流れる狭い谷の中にある。そのためアマスィヤの町の周囲は、切り立った崖とジャニク山脈やポントス山脈に囲まれている。
川には5つの橋が架かり、街は南側の川岸に偏っていて川にそって伸びている。崖を登るのは困難であり、崖には居住できないために、町の形はV字型になっている。

## 歴史
アマスィヤは、険しい谷の中に位置するために守りやすく山の要塞として優れているために、長い歴史の間、重要視され続けた。

### 古代
考古学の調査によると、アマスィヤには紀元前5500年頃にヒッタイト人が入植し、続いてフリュギア人、キンメリア人、リディア人、ペルシア人が居住した。

### ヘレニズム時代
紀元前183年にはギリシャ人がアマスィヤに入植し、紀元前333年から紀元前26年までポントス王国の首都であり続けた。今日でも遺跡が残っており、街の中心にはポントス王家の墓がある。

### ローマ・東ローマ時代
アマセイアは紀元前70年にローマの執政官ルクルスに征服され、新設されたビテュニア・ポントス属州の行政中心都市となった。この時期にはすでにアマセイアは繁栄していたために、思想家や作家、詩人たちの居住地となり、その一人であるストラボンも、紀元前60年から紀元後19年にかけてのアマセイアの様子を多く描写している。ローマ帝国統治下の1世紀には、アマセイアは「大都市」と呼ばれるまでになった。ディオクレティアヌス帝がローマ帝国を東西に分割すると、アマセイアは東ローマ帝国の一部となり、町のギリシャ人人口が圧倒的となった。

### 初期のトルコ人支配
1075年に、東ローマ帝国が700年統治したアマセイアの町はオグズ・トルコ人のダニシュメンド朝に征服された。その後はセルジューク朝のクルチ・アルスラーン2世によって併合されるまで、ダニシュメンド朝の首都であった。セルジューク朝およびイルハン朝の統治下でアマスィヤはイスラーム文化の中心となった。この時期に建てられた学校やモスク、墓などの建造物は今も現存している。

### オスマン帝国時代
アマスィヤがオスマン帝国のバヤジット1世に併合されてから、代々スルタンは自身の子供を教育のためにアマスィヤに送ったために、アマスィヤは教育の中心として重要度が増した。将来統治者となるための準備の一環として、スルタンの後継者達にはアマスィヤの統治者の地位と責任が与えられた。将来のスルタンとなる14世紀末のバヤジット1世から16世紀のムラト3世に至るまでが、若い頃にアマスィヤで教育され、アマスィヤの統治を行った。
アマスィヤは、帝国全体を統治するスルタンになるための訓練場であったために、ポントス人やアルメニア人、ボスニア人、タタール人、トルコ人、アラブ人、クルド人など、帝国内の全てのミッレトが村として置かれていたので、この時代のアマスィヤの人口は、オスマン帝国内の他の町とは大きく異なっていた。

### トルコ革命とトルコ共和国時代
第一次世界大戦でのオスマン帝国の崩壊後、1919年にムスタファ・ケマル・アタテュルクは、軍隊を設立してトルコ共和国を建国する計画の最終的な会合をアマスィヤで行った。トルコ革命の宣言を行ったのもアマスィヤである。
トルコ共和国建国後すぐにアマスィヤのギリシャ人は、ギリシャとの住民交換で追放された。かわりに、ギリシャから追放されたトルコ人がやってきた。

### 現在のアマスィヤ
今日のアマスィヤの地域は高品質で香りのよい小さなリンゴの生産で有名である。また、タバコやケシの実も栽培されている。他に鉱業や織物業、セメント製造業などがさかんであるが、アマスィヤは豊かな町ではないために、観光が主な収入源となっている。スィヴァスからサムスンに向かう鉄道がアマスィヤを通っており、オスマン帝国時代の鉄道駅が残っている。
学生向けのバーやカフェがあり、レストランもある。料理ではトイガ・チョルバス(toyga çorbası)と呼ばれる、ヨーグルト入りのスープが有名である。他にはケシの実入りのパイや、川沿いのティータイムなどが楽しめる。

## 観光名所
- アマスィヤの町の上にあるヘルシャナの岩の上は、状態が良ければ、王宮とポントス王家の墓が見渡せるベストスポットである。
- ハルセネ・カレシは、ストラボンにも触れられ、中世に再建された要塞で、現在では町の上の岩肌に遺跡として残っている。また、ネルキス地区には、これとは別の城であるエンデルン・カレシの遺跡もある。
- アマスィヤの町には歴史的に、また建築学的に価値のある建造物が多く残されており、ファラトの水路や、13世紀セルジューク朝時代のブルマリ・モスク、14世紀イルハン朝時代の、門に美しい彫刻があるビマラネ精神病院、15世紀の学者ピル・イリアスの墓やイルディリム・バヤズィト・モスクなどがある。しかし、アマスィヤの町は地震の被害をよく受けるために、数多くの遺跡が破壊されてきた。
- オスマン帝国時代の大邸宅は、トルコの伝統建築の良いモデルであり、よく保護されている。19世紀にはハゼランラル・コナーイが丁寧に修復し、小さな美術館と民族博物館に造りかえた。他の家はホテルやゲストハウスとして生まれ変わっている。
- アマスィヤ考古学博物館にはたくさんの興味深い物が展示されていて、さまざまな時代の工芸品からイルハン朝時代のアマスィヤの統治者のミイラまである。
- イスラームの聖人の墓(yatır)は、癒しの効果があるとされ、多くの病人や瀕死者がここの空気を吸い、泉の水を飲むためにアマスィヤに来た。
- アマスィヤの65km 北東でタショヴァ地区にあるボラバイ湖は、火口湖であり、空気が新鮮で景観もすばらしい。釣りもでき、ピクニックやスポーツにも最適である。他のアウトドアとしては、イェディキル貯水池や、オマルカ自然公園などがある。

## 気候
| アマスィヤの気候                                | アマスィヤの気候 | アマスィヤの気候 | アマスィヤの気候 | アマスィヤの気候 | アマスィヤの気候 | アマスィヤの気候 | アマスィヤの気候 | アマスィヤの気候 | アマスィヤの気候 | アマスィヤの気候 | アマスィヤの気候 | アマスィヤの気候 | アマスィヤの気候 |
| 月                                              | 1月              | 2月              | 3月              | 4月              | 5月              | 6月              | 7月              | 8月              | 9月              | 10月             | 11月             | 12月             | 年               |
| ----------------------------------------------- | ---------------- | ---------------- | ---------------- | ---------------- | ---------------- | ---------------- | ---------------- | ---------------- | ---------------- | ---------------- | ---------------- | ---------------- | ---------------- |
| 最高気温記録 °C （°F）                          | 21.3 (70.3)      | 24.8 (76.6)      | 31.2 (88.2)      | 35.8 (96.4)      | 37.5 (99.5)      | 41.8 (107.2)     | 45.0 (113)       | 42.2 (108)       | 40.3 (104.5)     | 36.0 (96.8)      | 29.7 (85.5)      | 22.9 (73.2)      | 45 (113)         |
| 平均最高気温 °C （°F）                          | 6.9 (44.4)       | 9.3 (48.7)       | 14.3 (57.7)      | 20.1 (68.2)      | 24.8 (76.6)      | 28.6 (83.5)      | 31.0 (87.8)      | 31.4 (88.5)      | 27.7 (81.9)      | 21.6 (70.9)      | 14.1 (57.4)      | 8.6 (47.5)       | 19.87 (67.76)    |
| 平均最低気温 °C （°F）                          | −1.1 (30)        | −0.2 (31.6)      | 2.6 (36.7)       | 6.9 (44.4)       | 10.5 (50.9)      | 14.0 (57.2)      | 16.3 (61.3)      | 16.3 (61.3)      | 12.7 (54.9)      | 8.4 (47.1)       | 3.4 (38.1)       | 0.9 (33.6)       | 7.56 (45.59)     |
| 最低気温記録 °C （°F）                          | −21.0 (−5.8)     | −20.4 (−4.7)     | −15.3 (4.5)      | −5.1 (22.8)      | −0.1 (31.8)      | 4.8 (40.6)       | 8.5 (47.3)       | 8.8 (47.8)       | 3.0 (37.4)       | −2.7 (27.1)      | −5.6 (21.9)      | −12.7 (9.1)      | −21 (−5.8)       |
| 降水量 mm （inch）                              | 45.4 (1.787)     | 35.3 (1.39)      | 43.2 (1.701)     | 59.3 (2.335)     | 51.1 (2.012)     | 37.6 (1.48)      | 17.5 (0.689)     | 10.8 (0.425)     | 21.4 (0.843)     | 40.0 (1.575)     | 47.1 (1.854)     | 53.9 (2.122)     | 462.6 (18.213)   |
| 平均降雨日数                                    | 11.9             | 10.9             | 12.3             | 13.3             | 12.5             | 8.6              | 4.2              | 3.3              | 5.2              | 8.2              | 9.7              | 12.1             | 112.2            |
| 平均月間日照時間                                | 65.1             | 86.8             | 142.6            | 174              | 232.5            | 273              | 303.8            | 291.4            | 231              | 155              | 96               | 58.9             | 2,110.1          |
| 出典：Devlet Meteoroloji İşleri Genel Müdürlüğü |                  |                  |                  |                  |                  |                  |                  |                  |                  |                  |                  |                  |                  |

## 著名な出身者
- ストラボン(BC63-AD23、地理学者・歴史家)
- レオン・トゥトゥンジャン(1905-1968、画家)
- メフメト・デミール（英語版）(1970-、レスラー)
- ハミト・カプラン（英語版）(1934-1976、レスラー)
- ヨズカン・ヤリツン(作家)

## ファラトとシリンの伝説
アマスィヤには、民間伝承として語り継がれている伝説がある。山のそばに住んでいたファラト(Farhat)という伝説の英雄が、王女シリンと恋におち、王に結婚の許しを得るために山を掘ってトンネルを造り、王宮に泉を引こうとする。しかし、作業中にファラトはシリンが死んだという誤報を聞いて悲しみに暮れ、岩に身を投げて自殺する。それを知った王女シリンもすぐに後を追う、という伝説である。この伝説は、ナーズム・ヒクメットによって戯曲にされ、タリプ・アパイドゥンによって小説となり、アリフ・マリコフによって劇となった。

## 参考
- ストラボン『地理誌』(12.561).